# Gloria Ferrari Pinney
Gloria Ferrari Pinney (* 2. Juni 1941 in Bologna; † 18. September 2023 in New Jersey) war eine italienisch-US-amerikanische Klassische Archäologin.

## Leben
Gloria Ferrari wurde 1941 in Bologna geboren. Sie studierte an der Universität Rom, wo sie 1964 die Laurea in Lettere Classiche erlangte. Anschließend studierte sie weitere zwei Jahre an der Scuola Nazionale di Archeologia in Rom und mit einem Fulbright Stipendium an der American Academy in Rome. In dieser Zeit nahm sie an Ausgrabungen in Punta della Vipera (Latium) und Cosa (Toskana) teil. Nach ihrer Heirat mit dem Architekten Paul Martin Pinney Jr. (1939–1997) ging sie 1966 in die Vereinigten Staaten, wo sie 1976 mit der Arbeit Prolegomena to a study of archaic attic red-figure an der University of Cincinnati promoviert wurde.
Anschließend lehrte sie zunächst am Wilson College in Chambersburg, Pennsylvania. Ab 1977 lehrte sie am Bryn Mawr College, ab 1990 als Doreen Canaday Spitzer Professor in Classical Studies. 1993 wechselte sie an die University of Chicago, von 1998 bis zu ihrem Ruhestand 2003 lehrte sie als Professor of Classical Art and Archaeology an der Harvard University.
1993 erhielt sie ein Guggenheim-Stipendium. 2003 wurde sie in die American Philosophical Society aufgenommen.

## Schriften (Auswahl)
- Il commercio dei sarcophagi asiatici (= Studia archaeologica. Bd. 7). L’Erma di Bretschneider, Rom 1966.
- I vasi attici a figure rosse del periodo arcaico (= Materiali del Museo Archeologico Nazionale di Tarquinia. Bd. 11). Giorgio Bretschneider, Rom 1988, ISBN 88-7689-009-2.
- Figures of speech. Men and maidens in ancient Greece. Chicago 2002, ISBN 0-226-24436-9.
- Alcman and the cosmos of Sparta. Chicago 2008, ISBN 0-226-66867-3.